# Діогу да Сілва
Діо́гу да Сі́лва (порт. Diogo da Silva, лат. Didacus de Silva; 1485 — 19 вересня 1541) — португальський католицький священик, гуманіст. Архієпископ Бразький (1540—1541). Єпископ Сеутський і примас Африки (1534—1540). Перший генеральний інквізитор Португальської інквізиції (1536—1539). Народився в Алдейя-Нова-ду-Кабо (Фундан), Португалія. Представник шляхетного дому Сілва. Позашлюбний син Беатріш Баррейруш де Олівейри. Член Ордену францисканців. Доктор канонічного і цивільного права. Сповідник португальського короля Жуана III. Призначений на посаду голови інквізиції Португалії з дозволу папи римського Климента VII. 15 листопада 1540 року отримав митрополичий паллій. Помер в Бразі, Португалія. Похований у Бразькому соборі. Також – Діє́го, Діо́го, Діогу II.